# Bertelsmann Universallexikon
Das Bertelsmann Universallexikon war ein einbändiges Lexikon des Bertelsmann Verlags. 

## Geschichte
Von 1990 bis 2011 erschien jährlich (außer 2010) eine neue, aktualisierte Auflage. Ein Vorgänger war das Bertelsmann Volkslexikon, das von 1956 bis mindestens 1975 in vielen Auflagen (1975: 47. Auflage) erschien.

## Inhalt
Mit mehr als 70.000 Stichwörtern dokumentiert es Hintergründe und Sachverhalte quer durch die verschiedensten Themengebiete. In dem Lexikon werden insbesondere auch aktuelle Themen beschrieben. Dabei liefern über 3.000 Fotos, Grafiken und Karten sowie zahlreiche Tabellen und Schwerpunktartikel Zusatzinformationen.